# Fartygstyper

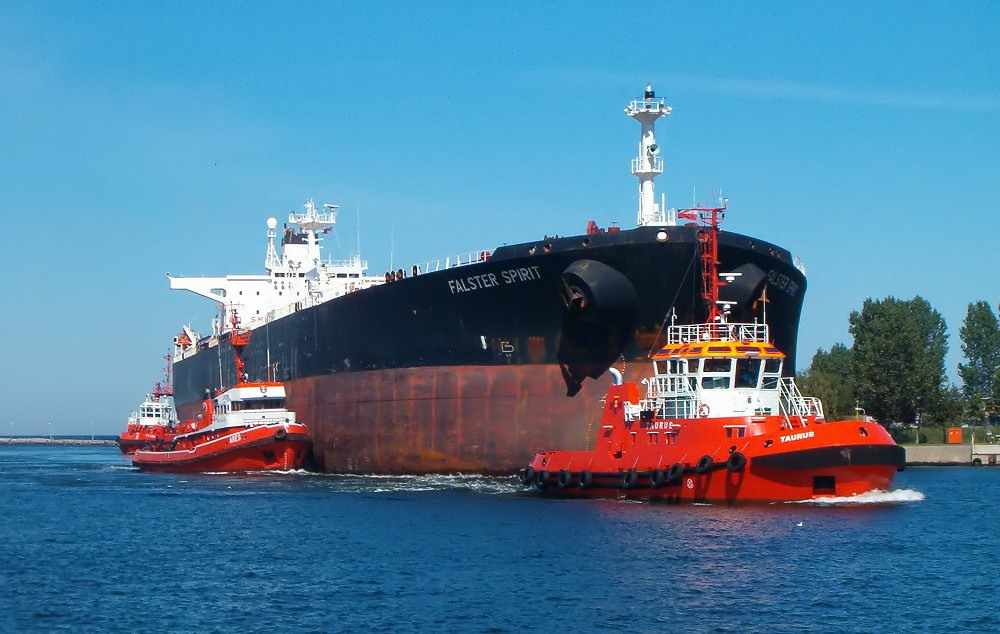
Tankfartyg.

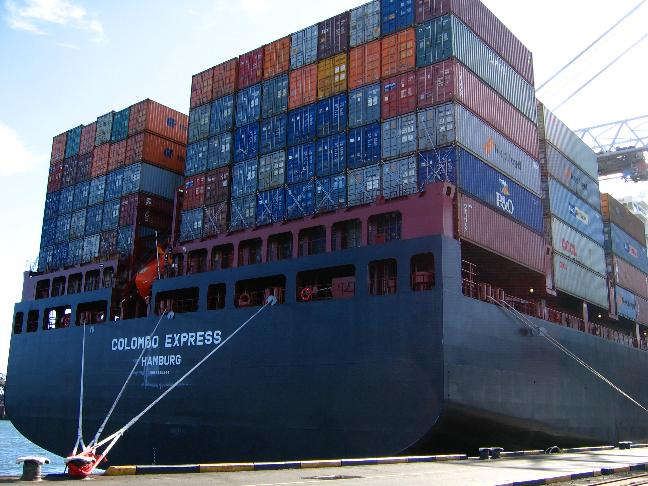
Containerfartyg.

Denna artikel sammanfattar de vanligaste fartygstyperna på havet. Fartygen är kategoriserade efter typ och användningsområde.

## Tankfartyg
Längd 250-380 meter. Fart 12-16 knop.

### Råoljetanker
För att transportera råolja från oljefält i land och till sjöss fraktas oljan med tankfartyg. Dessa delas in i fyra storleksklasser:
- Aframax: 80 000 - 120 000 dwt. AFRA står för Average Freight Rate Assessment och är en typ som är byggd efter beräkningar på optimal storlek för tankfartyg.
- Suezmax: 120 000 - 200 000 dwt. Suezmax-fartygen är de största fartygen som kan passera Suezkanalen.
- VLCC: 200 000 - 320 000 dwt. VLCC står för Very Large Crude Carrier och används, som namnet antyder till att frakta råolja.
- ULCC: 320 000 < dwt. ULCC står för Ultra Large Crude Carrier. ULCC-fartygen är världens största fartyg.

### Gastankfartyg
Längd 80-280 meter. Fart 14-21 knop.
Det finns två olika typer av gastankfartyg: LPG (Liquid Petroleum Gas) och LNG (Liquefied Natural Gas). Gastankfartyg har vanligtvis lastkapacitet upp till 150 000 kubikmeter. Gasen transporteras i vätskeform och är antingen kondenserad med hjälp av tryck eller nedkyld. LPG-gas måste kylas till -50°C och LNG-gas måste kylas till -160°C.

### Produkttankfartyg
Längd 80-250 meter. Fart 13-17 knop.
Färdigraffinerade produkter såsom bensin och diesel transporteras i produkttankfartyg. Dessa kan segregera lasttankarna och därmed transportera flera olika laster på samma gång. Många produkttankfartyg är även klassade för och kan användas som kemikalietankfartyg. Dessutom finns tankfartyg som transporterar livsmedel, såsom vin och margarin. Till korta sträckor används huvudsakligen fartyg med en längd upp till 170 meter och en dödvikt på upp till 25 000 ton. Vid längre sträckor, såsom över oceanerna, används fartyg med en längd upp till 250 meter och med en dödvikt av 250 000 ton.

## Torrlastfartyg
Längd 40-300 meter. Fart 10-16 knop
Vid transporter av stora mängder gods av samma sort som kan transporteras oförpackat använder man torrlastfartyg. I torrlastfartyg placeras lasten direkt i lastrum i skrovet. Lastning och lossning kan ske med fartygens egna kranar eller kranar som står på kajen. För vissa speciella laster finns andra sätt att lasta och lossa, vissa fartyg som fraktar cement använder exempelvis tryckluft för att blåsa ombord eller iland lasten. Typiska laster för torrlastfartyg är kol, malm, spannmål och timmer.

## Container/Ro-ro

### Oceangående containerfartyg
Längd 220-400 meter. Fart 17-26 knop.
Stommen i hela världshandeln är en flotta av stora containerfartyg som trafikerar olika handelsrutter världen runt. Den större 
delen av alla varor som transporteras på haven fraktas i så kallade TEU:s, Twenty-foot Equivalent Unit. De största oceangående containerfartygen transporterar upp till 14 000 TEU. Dessa fartyg trafikerar endast ett fåtal hamnar, så kallade bashamnar. Nordens enda bashamn är Göteborgs hamn.

### Feederfartyg
Längd 80-150 meter. Fart 13-17 knop.
För att förbinda mindre hamnar med de större bashamnarna används så kallade matarfartyg eller "feederfartyg". Dessa fartyg en lastkapacitet på upp till 1000 TEU.

### Ro-ro-fartyg
Längd 120-290 meter. Fart 16-22 knop.
Ro-ro-fartyg (Roll On Roll Off) används främst för att frakta last som antingen körs ombord själv, som lastbilstrailers, eller är lastad på hjulburna lastbärare. Ro-ro-fartyg som går korta resor (upp till 48 timmar) har ofta en stor del trailers och lastbilar ombord, en del har även möjlighet att ta med sig chaufförer. I de större ro-ro-fartygen, som går i transocean trafik, är ro-ro-konceptet ofta kombinerat med att fartyget även kan lasta containrar.

### Ro-pax-färja
Längd 120-240 meter. Fart 17-24 knop.
Ro-pax-konceptet är en kombination av ro-ro-fartygs lastkapacitet och kryssningsfärjors komfort. Lastkapaciteten är betydligt större än vanliga kryssningsfärjors och servicen är betydligt bättre än på vanliga ro-ro-fartyg. Passagerar- och lastkapaciteten kan även planeras efter säsongsefterfrågan. Vintertid fraktas främst lastbilar medan persontransport dominerar under semestertid.

### Biltransportfartyg
Längd 120-230 meter. Fart 19-22 knop
Transport av fabriksnya personbilar är en särskild nisch inom ro-ro-branschen. De största biltransportfartygen har idag en kapacitet på upp till 8 000 personbilar. Dessa har emellertid ofta möjlighet att lasta även vissa andra typer av rullade gods. Somliga biltransportfartyg lastar även fritidsbåtar utomhus på däck. 

## Arbets- och specialfartyg

### Bogserfartyg
Ett bogserfartyg är ett i förhållande till storleken starkt fartyg som används för att dra andra fartyg, pråmar, pontoner, mudderverk etc. och är speciellt förknippat med sjöassistans och sjöentreprenad. Bogserbåtar skall ej förknippas med lotsbåtar. Bogserbåtar finns i alla storlekar, från 5-6 meter, upp till över 30 meter.

### Isbrytare
Isbrytare är fartyg som med en kombination av stor maskinstyrka och en speciell skrovform hjälper andra fartyg att ta sig igenom isbetäckta farvatten. Somliga isbrytare har även helikopter stationerad ombord som kan lotsa fartyg den lättaste vägen genom isen.

### Offshorefartyg
Offshorefartyg är ett samlingsnamn för fartyg som arbetar inom offshoreindustrin ute till havs. Det finns flera olika typer av offshorefartyg. 
- Supply-fartyg (PSV - Platform Supply Vessel) används, som namnet antyder, för att frakta ut förnödenheter till oljeriggar.
- Ankarhanteringsfartyg: För att förankra riggar placeras flera stora ankare i alla vinklar runt riggen. Då de ligger flera hundra meter från riggen måste man använda ankarhanteringsfartyg för att fästa ankaren i havsbotten.
- Havsbogserare: För att flytta runt oljeriggar på havet använder man havsbogserare.
- AHTS-fartyg: AHTS står för "Anchor Handling, Tug & Supply" och är alltså fartyg som är en kombination av de tre ovan nämnda fartygstyperna.
- Därtill finns även andra typer av offshorefartyg, såsom kabelläggare och fartyg som utför arbeten på havsbotten.

## Färjor/Kryssningsfartyg

### Kryssningsfärja
Längd 120-210 meter. Fart 18-24 knop
Kryssningsfärjor är fartyg i linjetrafik på en fast bestämd linje med fast bestämda tider. Fartygen transporterar såväl personbilar som lastbilar, trailers samt passagerare. Somliga är även utrustade med järnvägsräls och kan följaktligen transportera tåg.

### Kryssningsfartyg
Längd 100-360 meter. Fart 15-25 knop
Kryssningsfartyg transporterar resenärer som reser för nöjes skull. Ofta går resenärerna på och av båten i samma hamn. Många kryssningsfartyg tillbringar perioden oktober-april på det södra halvklotet eller runt ekvatorn, och perioden maj-september på det norra halvklotet. I Finland byggs idag de hittills största kryssningsfartygen, med en passagerarkapacitet på över 6 000 personer.

### Katamaranfärja
Längd 30-130 meter. Fart 28-45 knop
Det finns olika typer av tvåskrovskonstruktioner. En typ kallas "Wave Piercer" och är byggd så att stävarna delvis klyver vågtopparna. SWATH-katamaranen (Small Waterplane Area Twin Hull) har större delen av lyftkraften i torpedliknande pontoner under vattenytan. Katamaranerna, som från början enbart tog passagerare, har blivit så stora att många av dem även tar personbilar och bussar. De allra största, som Stena Lines HSS 1500-färjor, tar även lastbilar.

### Enskrovs höghastighetsfärja
Längd 50-120 meter. Fart 28-40 knop
Den höga hastigheten och effektiva lasthanteringen gör att en modern höghastighetsfärja helt kan ersätta två äldre konventionella färjor. För att minimera vikten, och därmed bränsleförbrukningen, byggs skrovet oftast i aluminium. Det gör det emellertid omöjligt att trafikera istäckta farvatten. Därför är Destination Gotlands höghastighetsfärja en av de få i världen som har ett skrov byggt av stål.

## Örlogsfartyg
Örlogsfartyg, även kallade krigsfartyg, tillhör en suverän stats väpnade styrkor. De är avsedda för sjömilitära ändamål och indelas vanligen i stridsfartyg, trängfartyg och skolfartyg. Stridsfartyg kan vara bestyckade med artilleri, luftvärn, robotar, sjunkbomber, torpeder, sjöminor eller andra vapen. Örlogsfartyg kan vara utrustade för att bekämpa mål till sjöss, i luften eller i land.